# Sionom Hudon Julu
Sionom Hudon Julu is een bestuurslaag in het regentschap Humbang Hasundutan van de provincie Noord-Sumatra, Indonesië. Sionom Hudon Julu telt 1200 inwoners (volkstelling 2010).